# Apollo–9
Az Apollo–9 (NASA kódja szerint: AS-504) az amerikai Apollo-program harmadik emberes űrrepülése volt, és a Saturn V óriásrakéta második indítása emberekkel a fedélzetén. A repülés fő célja a holdkomp személyzetes űrrepülésének kipróbálása volt, míg másodlagos célt jelentett a holdsétákra kifejlesztett űrruha és létfenntartó rendszer (PLSS – Portable Life Support System – Hordozható Életfenntartó Rendszer) kipróbálása, valamint a parancsnoki űrhajó, elsősorban annak SPS hajtóművének további tesztelése. Az Apollo-programban a végrehajtás módját tekintve végül az ún. LOR koncepció mellett döntött a NASA, amelynek lényege két különálló űrhajó indítása volt, amelyek egyikének csak annyi feladata volt, hogy leszálljon a Holdon, majd felszálljon onnan. Ez megoldott minden korábbi méret- és súlyproblémát, ám leszállás kulcsa egy minden előzményt nélkülöző űrhajó, a holdkomp lett. Hosszas – hét éves fejlesztési folyamat – végén elkészült egy kipróbálható prototípus a Grumman Aircraft műhelyében, és az Apollo–9 feladata ennek teljes körű berepülése lett. Ennél a kísérletnél alkalmazták először a teljes űrhajósrendszert: parancsnoki kabint, műszaki egységet és a holdkompot, valamint a Saturn V óriásrakétát, igaz, csak Föld körüli pályán.
A repüléshez Deke Slayton, a NASA repülőszemélyzetekért felelős igazgatója Jim McDivitt parancsnokot, Dave Scottot mint a parancsnoki egység pilótáját és Rusty Schweickart holdkomppilótát jelölte meg legénységként, azonban ez sem volt ilyen egyértelmű, magától értetődő folyamat. A NASA eredeti terveiben az Apollo–8 volt a holdkomp emberrel való berepülésének kijelölt küldetése, amelyre a McDivitt–Schweickart–Scott trió volt a kijelölt személyzet, ám a CIA sugallatára az Apollo–8 repülést teljesen áttervezték, mivel a Szovjetunió is 1968 decemberére akarta megpróbálni a maga holdrepülését. Elvben élt az a Slayton által felállított alapelv, hogy minden legénységnek tudnia kellett repülnie bármilyen feladatot, így a McDivitt-legénység elő is lépett az első holdutazás esélyesévé, azonban a parancsnok lényegében visszautasította a lehetőséget, amikor Slayton felajánlotta neki(k) azt. Tette ezt arra való hivatkozással, hogy mint a NASA gyártóhelyekre kijelölt és kiküldött legénységének, annyi munkájuk feküdt már a holdkomp fejlesztésében, hogy egyrészt nekik volt a legnagyobb tudásuk ebben a témában, másrészt ők is ezt a feladatot favorizálták szemben egy egyébként történelmi út lehetőségével. Így McDivitték egy repülést elcsúsztatva az Apollo–9-re kaptak jelölést.
A repülés 1969. március 3-án 11:00:00-kor (16:00:00 UTC) startolt el Floridából, hogy kb. 10 nap alatt kipróbálják a holdkompot. A start tökéletes volt (némi pogo oszcilláció azért fellépett a Saturn V emelkedése közben), majd a program során először hajtották végre az űrhajósok életben a „helyzetváltoztatás, dokkolás és kihúzás” nevű manővert, vagyis váltak le a rakétafokozatról, fordultak vissza az űrhajóval, hogy összekapcsolódjanak a fokozatban ülő holdkomppal, és kihúzzák a tartórekeszéből. Ezt követően különböző konfigurációban hajtóműmanőverek következtek, előbb a parancsnoki űrhajó SPS hajtóművével, aztán a holdkomp leszálló hajtóművével. Ezután a parancsnok és a holdkomppilóta átköltöztek a holdkompba, ám Schweickartot elfogta az űrbeli mozgásbetegség, amely nála többszöri hányásban nyilvánult meg. Emiatt kissé át kellett alakítani a programot. Újabb újdonságként következhetett az űrruha és a hátizsákba épített PLSS kipróbálása, ehhez páros űrsétát hajtottak végre, a holdkomppilóta a holdkompból, a parancsnoki pilóta a parancsnoki egységből emelkedett ki az űrbe, bár az eredetileg tervezett egyik űrhajóból a másikba való külső átszállást nem hajtották végre. Végül következhetett a fő célkitűzés, a holdkomp önálló berepülése. Ehhez előbb szétváltak az űrhajók, majd a leszállófokozat hajtóművével végeztek pályakorrekciókat, végül 185 kilométerre eltávolodva egymástól. Ezt követően leválasztották a holdkomp leszállófokozatát, és a felszállófokozat hajtóművével végeztek ismét pályakorrekciókat, amellyel a két űrhajó újra megközelítette egymást, végül újra össze is dokkoltak. Ezzel a holdkomp próbái sikeresen le is zajlottak.
Végül 10 nap 1 óra és 1 perc repülés után az Apollo–9 sikeres programot teljesítve leszállt az Atlanti-óceánra Puerto Rico közelében, ahol az USS Guadalcanal hadihajó várta.

## Előzmények
Az 1950-es évek végén kibontakozó űrverseny kezdetén a Szovjetunió előnyre tett szert az űrteljesítmények terén az Egyesült Államokkal szemben, ezért az USA vezetői úgy határoztak, hogy életre hívnak egy programot, amellyel a szovjetek elé vághatnak. Eladdig a szovjetek olyan teljesítményekkel rukkoltak elő, mint az első műhold feljuttatása, majd az első ember feljuttatása a világűrbe amivel megingathatatlan vezető szerepet szerzett, így egy elképzelhetetlenül nagy vállalással lehetett ezt felülírni. Az Apollo-programot 1961. május 25-én jelentette be John F. Kennedy elnök az amerikai kongresszus előtt mondott beszédében azzal a céllal, hogy az amerikaiak embert juttatnak a Holdra. A feladatot a NASA kapta, amelynek szakemberei ki is dolgozták a Hold elérésének módszerét. Az idő előrehaladtával ez folyamatosan változott: előbb a direkt leszállás módszere volt kitűzve, amelyet felváltott az ún. EOR (Earth Orbit Rendezvous – Randevú Föld körüli pályán) módszer, végül pedig lefektették az ún. LOR (Lunar Orbit Rendezvous – Hold körüli pályán végrehajtott randevú) koncepcióját. Az elgondolások között a felküldendő tömeg volt a lényegi különbség. Az elsőnél egy gigantikus tömegű rakéta szállt volna fel, majd eljutván a Holdhoz le a holdfelszínre és vissza. A második már annyit enyhített ezen, hogy a gigantikus feljuttatandó tömeget több „csomagban” juttatta volna fel Föld körüli pályára, ahol összedokkolgatva őket, indulhatott volna az expedíció a Holdra. A harmadik pedig azt a forradalmi újítást hozta el, hogy két külön űrhajót vizionált, egyet amelyikben a holdutazók eljutnak a Holdig, majd vissza a Földre és egy másikat, amelyet csak a holdi leszállásra és felszállásra használnak. Ezzel meg lehetett takarítani azt a jelentős tömeget, amely a hazajutáshoz szükséges hajtóanyag kényszerű Holdra juttatásával, majd onnan való felszállításával járt volna. Ez utóbbi koncepció kijelölte a fejlesztési irányokat is: kell egy nagyobb és egy kisebb űrhajó, egy anyaűrhajó és egy holdkomp.
A koncepció birtokában a NASA megtervezte a Holdra jutáshoz szükséges állomásokat és az azokat teljesítő űrrepüléseket is, amelyeket egy ABC sorrendbe szervezett táblázatban foglalt össze. Ennek keretében az A jelű repülés volt a leendő anyaűrhajó automata berepülése, a B jelű repülés a holdkomp automata berepülése, majd a C jelű repülés az anyaűrhajó emberekkel való szűzrepülése, végül pedig az utolsó próbarepülés, a D jelet kapta, amely a holdkomp emberekkel való berepülését foglalta magába. A verseny tempója által diktálva a NASA ezeket rohamtempóban próbálta teljesíteni. Az első repüléseket 1966 vége előtt kívánta teljesíteni a NASA, amelyhez egyrészt kijelölték a hamarabb készen álló, kisebb – de még elégséges teljesítményű – Saturn IB rakétát, illetve kettéosztották az anyaűrhajó fejlesztését egy Block I jelű előszériára, amely még nem kapott meg minden képességet, de Föld körüli pályán való berepülésre teljesen alkalmas volt (egyedül a holdkomppal való csatlakozásra hivatott dokkolószerkezet és randevúradar (illetve ezek kapcsolódó berendezései) hiányoztak belőle, valamint egy Block II jelű teljes értékű második szériára. Az első berepülést a Block I-gyel kívánták megvalósítani. Ennek startját kisebb csúszások után 1967. február 21-re tűzték ki. Ezt követhette a többi repülés, elsősorban a holdkomp automata üzemmódú próbája.

### A holdkomp fejlesztése

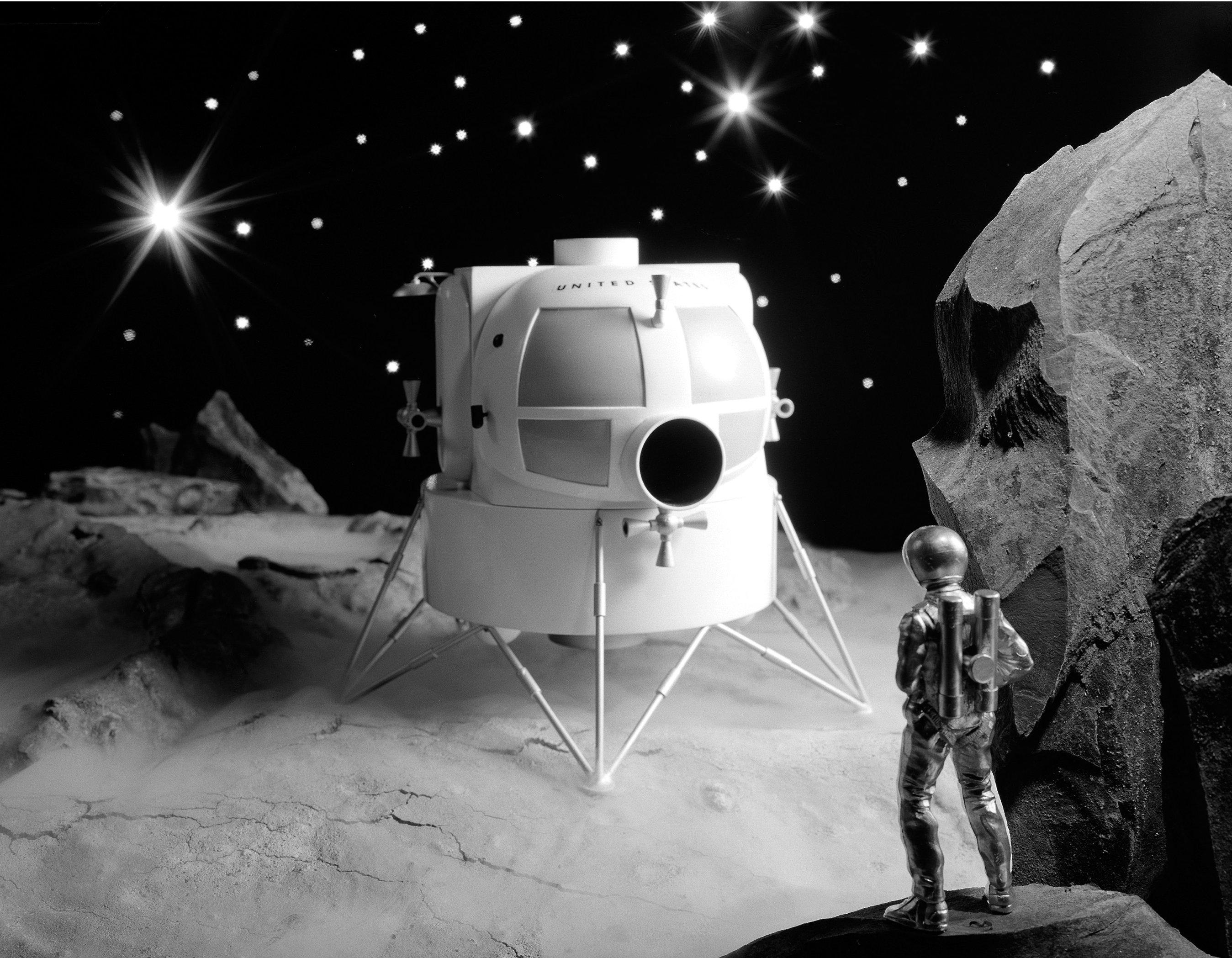
A holdkomp egy korai verziójának grafikai elképzelése

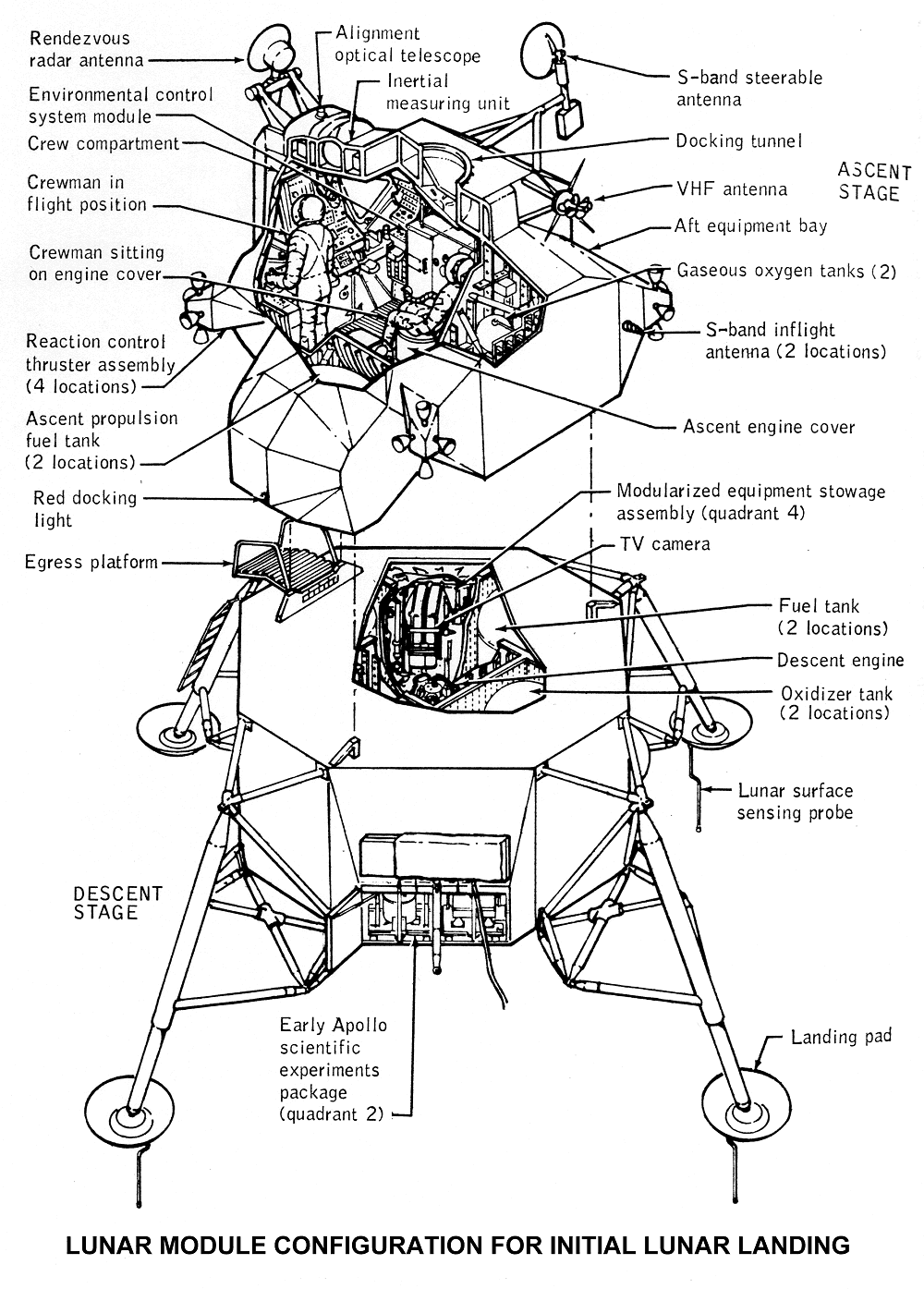
A holdkomp metszeti rajza

Az egész holdprogram kulcsa – mint hardver részegység – a holdkomp volt, hiszen a feljuttatandó tömeg drasztikus csökkentését jelentő LOR koncepció fő újítása abban állt, hogy egy kicsi, csak a holdi le- és felszállásra alkalmas űrhajót kell küldeni a holdfelszínre. Míg azonban a rakéták, vagy a holdűrhajó tekintetében számos előzmény volt a NASA kezében, azzal már meglevő tapasztalatokra építkezhettek, addig ez az űrhajóegységet minden előzmény nélkül, a semmiből kellett létrehozni.
Az űrhajó tervezése az összes részegység közül utolsóként indult – tekintve, hogy maga az űrhajó szükségessége is csak akkor merült fel, amikor a koncepciót is kiválasztották –, a NASA csak 1962 júliusában hirdette meg a tervezésre és építésre szóló tendert. A tenderre 12 céget hívtak meg, amelyet aztán a Grumman Aircraft nyert meg fővállalkozóként – négy másik alvállalkozó bevonása mellett. A tervezést a Grumman egyik vezető mérnöke, Thomas J. Kelly vezette.
A tervezés során a holdkomp ment keresztül a legnagyobb változáson. A legelső verzióban a holdkomp erősen hasonlított a parancsnoki egységre (kúp alakú kabin egy hengeres leszálló, műszaki egység tetején. Azonban az így megszületett tervbeli áreszköz tömege meghaladta a súlylimitet és innentől kezdve ez a probléma lett a vezérmotívuma a tervezésnek: a holdkomp tömegét csökkenteni kell. A második verzió egy helikopterre emlékeztető kabint kapott, nagy hajlított üvegfelületekkel és ülő űrhajósokkal, ám épp a kilátást biztosító üvegfelületek bizonyultak túl nehéznek. Ezt követően újabb és újabb újratervezések és verziók következtek. A három lábat felváltotta a négy, behajtható láb, majd elhagyták az üléseket, az űrhajósokat felállították – a szemüket közelebb vitték az ablakhoz, így azokat le lehetett kicsinyíteni –, sokkal kisebb ablakokat építettek be. Probléma volt a hajtóművekkel is. Eredetileg a Rocketdyne tervezte őket, majd 1965-ben áttették a tervezést Space Technology Laboratories-hoz. Az áramellátást eredetileg ugyanúgy üzemanyagcellák biztosították volna, mint a parancsnoki egységnél, ám később ezt elvetették és akkumulátorokra bízták az energia ellátást. A változtatások még az űreszköz nevét is érintették. Eredetileg a holdkomp a LEM (Lunar Excursion Module – Holdi Kiránduló Modul) jelet kapta, amit 1966 júniusában LM-re (Holdmodul) egyszerűsítettek, tartva attól, hogy a kiránduló kifejezés profánul cseng a közvélemény szemében.
A fejlesztések egyre csak csúsztak, olyannyira, hogy a tervezett időre nem állt készen a holdkomp a tesztrepülésre. Végül azonban kialakult a végleges dizájn. A holdkomp két részből állt. Alul helyezkedett el a leszállófokozat, amely a lábakat, a leszálló hajtóművet (a világ első szabályozható tolóerejű és újraindítható rakétahajtóművét), a leszálláshoz szükséges hajtóanyagot fogadta magába egy nyolcszögletű szerkezetben. A leszállás után a fokozat átalakult indítóállvánnyá és róla startolt a hazafelé tartó űrhajórész, a felszállófokozat. Felül helyezkedett el a felszállófokozat, amelyben helyezkedett el az utaskabin, az irányító és létfenntartó berendezésekkel, valamint a felszálló hajtómű és a szükséges hajtóanyag. Az űrhajósok kaptak egy külön szerkezetet az LLTV-t (Lunar Landing Training Vehicle – Holdra Szálló Gyakorló Jármű) a földi repülési szimulációkra, ám az igazi próbákat csak az űrben lehetett elvégezni. Erre ember nélkül az Apollo–5-t jelölték ki, emberrel pedig az Apollo–9-et.

### Kezdeti tesztek
Ahogy a NASA sorra befejezte a fejlesztéseit, tért át a tesztfázisra, mikor kipróbálta a vadonatúj eszközeit és igazolta, hogy az elméletben, tervasztalon létrehozott hardver képes lesz eljutni a sorba. A repülési sorrend már a program kezdetétől ismert volt: előbb az űrhajó automata üzemmódban való berepülése, majd a holdkomp ugyanezen módon való kipróbálása következett, utána pedig ugyanez emberekkel.
Az első próba az AS–201-es volt, amelyben először repült Saturn rakéta és Apollo űrhajó az űrbe, a NASA ezen próbálta ki először a rakéta és az űrhajó integritását, illetve az elkészült, Block I sorozatú űrhajó repülését. A NASA óvatos volt és csak egy űrugrás keretében indította a tesztet (bár ez is elegendőnek látszott a célok elérésére), amelyre 1966. február 26-án került sor. A kísérlethez elsőre a kisebb teljesítményű Saturn IB rakétát használták (amely így is elegendő kapacitású volt) és az rendben tette a dolgát, 435 kilométer magasra juttatva az űrhajót, ahonnan hajtóműteszteket is közbeiktatva, lényegében belelőtték az űrhajót a légkörbe. A 37 perces repülés végén a NASA feje három komolyabb hiba miatt fájhatott: az űrhajó SPS hajtóművel csak 80 másodpercig működött megfelelően, az űrhajó kormányrendszere is meghibásodott a visszatéréskor és egy rövidzárlat miatt a mérési eredmények is elvesztek, így a próba nem minősült sikeresnek.
Az időrendben következő teszt eredetileg később következett volna, ám helyet cserélt az előtte levő próbarepüléssel. Erre azért volt szükség, mert az előző teszt kudarcai további javításokat igényeltek – amellyel aztán elvégezhették volna megismételt tesztet – és ehhez időre volt szükség, míg a későbbre tervezett repüléshez más hardverekre volt szükség, így nem igényelt akkora előkészületet. Maga az AS–203 egyébként kilógott az Apollo tesztprogram ABC rendjéből, mivel nem az űrjárművekre, hanem a rakétára koncentrált: egy holdrepülés kulcsmozzanata volt, hogy a minden Saturn rakétának használt S–IVB hajtóművét egy idő után újra kellett indítani és ehhez a mérnököknek szüksége volt ismeretekre a súlytalanságba kerülő cseppfolyós hajtóanyag viselkedéséről. Az AS–203 1966. július 5-én startolt, és lényegében egy Saturn IB hasznos tömeg nélküli csupasz repülése volt. A rakéta rendben pályára állt (mindössze annyi volt a különleges, hogy a hasznos tömeg híján jobban gyorsult és hamarabb végzett a manőverrel. Ez követően a mérnököknek alkalma nyílt a hajtóanyag megfigyelésére, amely a vártak szerint alakult.
A következőként kijelölt AS–202 teszt ismét egy A típusú repülés volt, amellyel egyrészt megismételték az AS–201 sikertelen kísérleteit, másrészt alaposabban letesztelhették még egyszer az Apollo űrhajót, mielőtt emberrel a fedélzeten bocsátották volna fel. Az előkészítés késedelmei miatt a repülés helyet is cserélt az AS–203-assal. A repülési profil újfent csak egy űrugrást rajzolt, azonban sokkal hosszabb időtartamban, mintegy háromnegyednyi Föld körüli keringést megvalósítva és a különböző hajtóműindításokkal végül szimulálva a holdi visszatérés sebességét. A startra 1966. augusztus 25-én került sor, Ezúttal sikeresen tesztelték le mind az S-IVB, mind az SPS hajtómű újraindíthatóságát. Az űrhajó 93 percnyi repülés után szállt le a Wake-sziget mellett a Csendes-óceánra, ahol az USS Hornet anyahajó várta.
A sikert követően a NASA újabb A típusú repülést tervezett be, ezúttal a nagy változást az hozta azonban, hogy a végre elkészült nagyrakétát, a Saturn V-öt is csatasorba állíthatták, így a következő teszt már a végső kialakításban, a holdrakétával indulhatott. A repülés az új jelölési szisztéma szerint az Apollo–4 jelölést kapta. A teszt célja az volt, hogy a végső kialakításban letesztelhessék a rakéta és az űrhajó strukturális kompatibilitását, valamint az űrhajóval is ismét elvégezzék a rendszerteszteket, különös tekintettel a hőpajzsra, amely kulcsfontosságú szerepet játszott a Holdtól való légköri visszatéréskor. Egyben természetesen élesben kipróbálhatták a vadonatúj óriásrakétát és a köré épült infrastruktúrát. A startra 1967. november 9-én 7:00-kor (12:00 UTC) került sor. A rakéta rendkívüli külsőségek között startolt el Cape Canaveral 39A indítóállásáról. Pályára állva három keringést tett meg a Block I sorozatú űrhajó (miközben az óriásrakéta néhány apróbb, elhanyagolható rendellenességtől eltekintve kitűnőre vizsgázott), majd folyamatosan gyorsítva lőtték bele a Föld atmoszférájába. A légköri teszt is tökéletesen sikerült és az űrhajó leszállt a Csendes-óceánon, ahol a USS Bennington várta.
Az Apollo–5-tel következett el az Apollo–9 szempontjából legfontosabb teszt. A NASA továbblépett a B típusú repülésre, azaz a holdkomp ember nélküli kipróbálására. A holdkomp, mint az egész űrhajórendszer, hovatovább az egész Apollo-program kulcsfontosságú darabja fejlesztése évek óta tartott és végre elért arra a szintre – hogy bár a végső követelményeknek, elsősorban a kijelölt súlylimitnek még mindig nem felelt meg – egy repülésen ki lehetett próbálni. A NASA ezúttal ismét a kisebb rakétát, a Saturn IB-t használta a próbához, mivel annak kapacitása is elegendő volt egy Föld körüli pályán végzett teszthez. A mérnökök elsősorban a holdkomp két hajtóművének működésére és a két fokozatának szétválasztására voltak kíváncsiak, természetesen a manőverezőképessége mellett. A repülés 1968. január 22-én 17:48-kor (22:48 UTC) indult útjára. A holdkomp problémamentesen pályára állt. A hajtóműtesztek két keringést követően kezdődtek. Egy kisebb hiba mellett módosítani kellett a repülési terven, amelyet követően és mind a leszálló hajtómű indításai, mind a fokozatleválasztás, mind a felszálló hajtómű indítása a vártnak megfelelően ment végbe. Tizenegy óra repülés után az űrhajó szétvált részegységeinek irányítását leállították, majd a holdkomp – nem lévén hőpajzsa – belesüllyedt a légkörbe és elégett.
Az emberes repülések előtti utolsó próbarepülés az Apollo–6 volt, amelyben a teljes kiépítésű, Saturn V-tel és Block I parancsnoki űrhajóval indított repüléssel próbálták ki a holdrakétát és a Holdhoz indítandó űrhajót. Ezúttal azonban nem csak Föld körüli pályára küldték az űrszerelvényt, hanem elindították az űrhajót a Hold felé – hogy aztán rövid idő után megszakítsák az utat és egy repülés megszakítást szimulálva visszafordítsák – és végül a Földön érjen véget az út. A felszállásra 1968. április 4-én került sor, ám a Saturn V startja nem sikerült problémamentesre. Az emelkedés második percében a rakétahajtóművekben oszcilláló nyomásváltozások (ún. pogo-oszcilláció) lépett fel, óriási vibrációt keltve az űrszerelvényben. A vibráció így messze meghaladta a tűréshatárként megjelölt mértéket. A fokozatleválás után az S–II hajtóműveivel is gond támadt, pogo-oszcilláció megmaradt és két hajtómű is idő előtt leállt, a szerkezet pedig károsodott. A harmadik fokozattal is gond volt? a Föld körüli pályára állás után újra kellett indítani, hogy a Hold irányú gyújtást szimulálják, ám a hajtómű néma maradt. Végül az Apollo űrhajó SPS-hajtóművével kellett a manővert végrehajtani. Innentől rendben működött minden és az űrhajó visszatért a Földre, hogy az űrkabin végül Hawaiitól északra érjen vizet a Csendes-óceánon. A próba azonban kétségeket vetett fel a Saturn V-tel kapcsolatban.

### Apollo–1

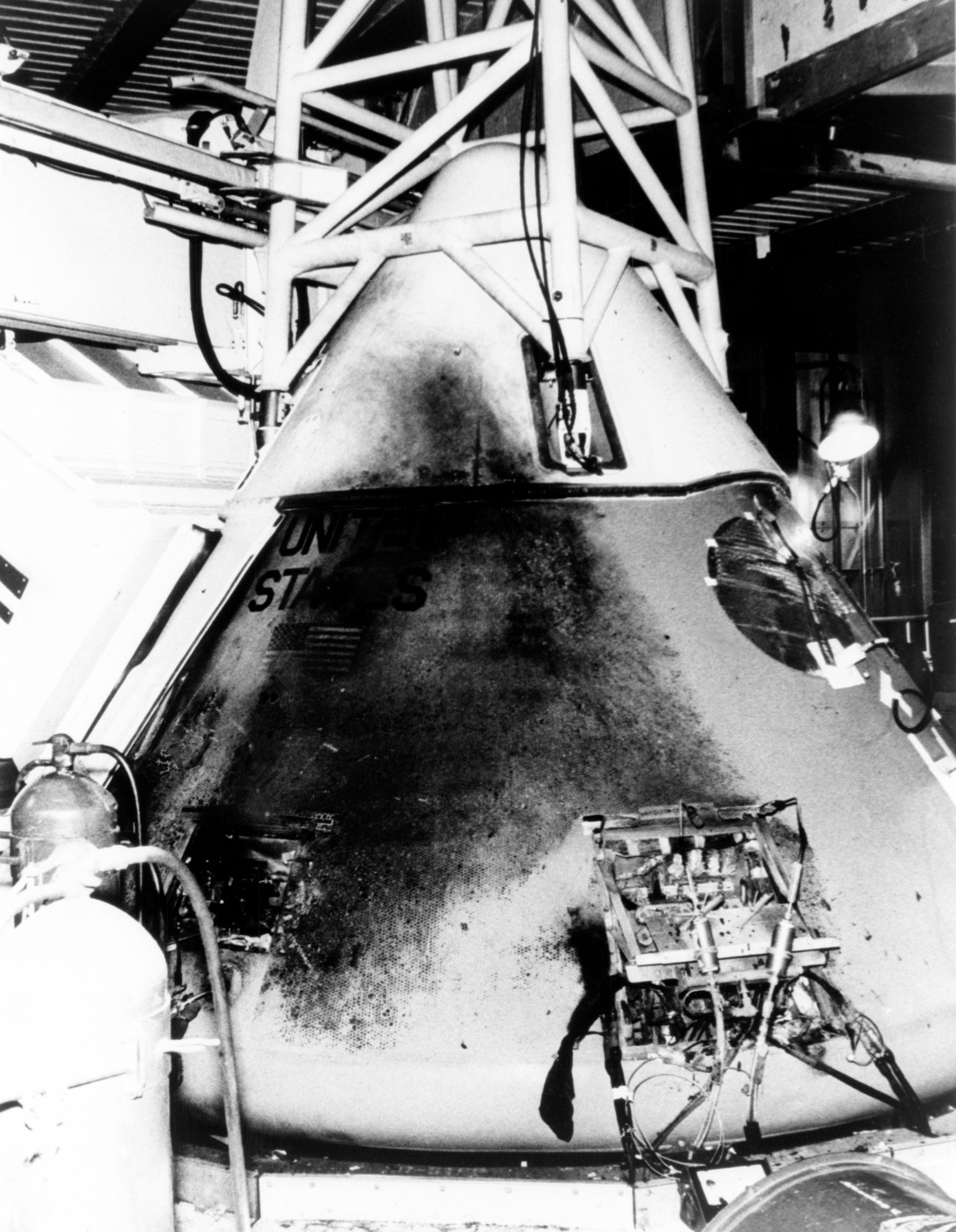
A kiégett, koromlepte Apollo–1 (AS–204) kabinja

Az ember nélküli tesztek után léphetett szintet a program egy újabb Block I repüléssel, az AS–204 jelű küldetésen, immár emberekkel a fedélzeten, amelynek a valós startig még számos teszten kellett bizonyítani előbb a hardver alkalmasságát. A repülésre Deke Slayton, a NASA repülőszemélyzetekért felelős igazgatója Gus Grissom parancsnokot, Ed White-ot, a parancsnoki modul pilótáját és Roger Chaffee holdkomppilótát jelölte ki, így ők vettek részt ezeken a teszteken is. Ugyanők voltak, akiket a NASA korábban a kaliforniai Downey-be, a gyártó North American telephelyére delegált, hogy felügyeljék és segítsék az űrhajó építését, majd annak Cape Kennedyre érkezése után a teszteken végigvigyék a gyártmányt. A repülésre felkészítendő CSM–012 gyári számú parancsnoki és műszaki egységet (CSM) még a végszerelés során is számos ponton változtatták meg, majd magassági kamrás tesztek jöttek soron, mielőtt az űrhajót a valós indítóállásban egy valós rakétára szerelték volna. A felbocsátás előkészítése a célegyenesbe fordult, amikor startszimulációkat kezdtek futtatni az űrhajósok és a mérnökök.
1967. január 27-én egy ilyen startszimuláció lett volna az ún. csatlakozók ki (plugs-out) teszt, amelyben azt akarták kipróbálni, hogyan működik az űrhajó, amikor – hasonlóan egy igazi starthelyzethez – kihúzzák az összes csatlakozót és az űrhajó immár nem az indítóállás energiaforrásaira csatlakozik, hanem a saját belső berendezéseire. A teszt nem haladt rendben, különböző problémák miatt meglehetősen elhúzódott, különösen egy kommunikációs teszt okozott sok fejfájást – az űrhajó és a néhány háztömbnyire levő irányítóközpont között szakadozott a rádióadás –, amelynek elhárításán dolgoztak a technikusok. Már éppen elkészültek a megoldással, amikor váratlanul hidegzuhany-szerűen az űrhajósok azt jelentették a rádión át, hogy tűz ütött ki a kabinban.
A vészhelyzet pillanatok alatt elharapódzott, a tűz rendkívül gyorsan elborította az egész kabint, majd az óriásira nőtt belső nyomás kirepesztette a kabin falát. Közben mind az űrhajósok, mind az indítóállás mentésre siető személyzete a kabinajtó kinyitásával kezdett próbálkozni, ám az egy konstrukciós hiba miatt csak rendkívül nehezen és lassan sikerült. Mire ki tudták nyitni, már késő volt, az űrhajósok időközben meghaltak a kabinban.
A tűz kivizsgálására egy vizsgáló bizottságot állított fel a NASA. Ez megállapította, hogy a tűz kiváltó oka egy helytelen tervezési filozófiai hiba volt, a korábban széles körűen alkalmazott, tiszta oxigénes kabinlégkör okozta fokozott tűzveszély vált valóra és amiatt – illetve a szintén tervezési hibának számító, gyúlékony anyagok viszonylag széles körű alkalmazása miatt – lobbanhatott lángra és éghetett ki az űrhajó. Ezt tetézte a kabinajtó tervezési hibája, mivel az befelé nyílt és egy bonyolult nyitómechanizmus működtette és a tűz miatt extrém módon megemelkedett belső nyomás miatt nyithatatlanná vált. Az űrhajósok halálát nem a tűz, hanem az átégett légzőcsöveken, illetve a szintén nem tűzálló szkafanderek végzetes sérülésein beszivárgó mérgező gázok belélegzése okozta. A feltárt hiányosságok alapján kialakuló cselekvési terv mentén számos helyen kellett újratervezni az űrhajót. A tűz és az újratervezés végén engedélyezett újabb startkísérlet között húsz hónap telt el.
A NASA az elhunyt űrhajósok özvegyeinek javaslatára kegyeletből elvetette a korábbi AS–204 repülési jelzést és helyette az Apollo–1 jelölést használták tovább, illetve ezzel párhuzamosan átalakította a repülések lnevezését és onnantól kezdve az új szisztéma szerint jelölte a repüléseket – visszamenőleg átnevezve a korábbi ember nélküli teszteket is, majd előpremenőleg amiden későbbi tesztet már ellátva az új, Apollo+repülési szám jelöléssel.

### Apollo–7 és Apollo–8
A tesztsorozat elérkezett egy újabb lépcsőhöz, a C típusú repülésekhez, amikor a NASA űrhajósokat ültetett az űrhajóba, hogy végre ilyen módon is kipróbálják a hardvert. Ez azonban egybeesett azzal, hogy a CIA hírszerzői azt a hírt hozták a Szovjetunióból, hogy a szovjet űrhajósok is rohamléptekkel készülnek a Hold meghódítására (amelyet alátámasztott számos Zond űrszonda sikeresnek beharangozott útja) és előre láthatólag 1968 decemberéig megpróbálják elérni a Holdat. A NASA ezért változtatni volt kénytelen a tervein, mivel az ő időrendjük szerint a hasonló amerikai próbálkozásra csak jócskán 1969-re volt betervezve. George Low agyából pattant ki az a szikra, miszerint engedjék fel az első Apollo űrhajót berepülésre, majd ne a holdkomp berepülése következzen, hanem hozzanak előre egy álmos magassági tesztet (az E típusú repülést), amelyet aztán fenekestől alakítsanak át és küldjék egyből a Holdhoz, még 1968 decemberében.
Az ötlet rendkívül kockázatos volt: embert ültettek volna az Apollo–6-on még dadogó Saturn V-re, a holdkomp (azaz hajtóműből, hajtóanyagból tartalékot jelentő kvázi mentőcsónak) nélkül küldték volna a Holdhoz az űrhajót. Viszonylag hosszú idő kellett hozzá, míg a NASA vezetői átlátták és felvállalták a kockázatot, élen James Webb főigazgatóval, aki a legkésőbb adta áldását a tervre. Egyetlen szigorú szigorú feltételt szabott a főigazgató, az első tesztrepülésen – a soron következő Apollo–7-en – mindennek tökéletesen kell sikerülni és amennyiben ez teljesül, a második tesztrepülést elküldhetik a Holdhoz.
A főigazgatói engedély birtokában az előkészítés két szálon kezdett futni. A NASA személyzete elkezdte gőzerővel előkészíteni a holdrepülést, ennek minden újdonságával, az első óriásrakéta előkészítésével, a reptervek teljes átírásával, a legénység holdi szimulációival. Ennek árnyékában pedig az eredeti tervek szerint folyt tovább az Apollo–7, az első ember vezette űrrepülés előkészítése az Apollo űrhajóval. Utóbbi feladata a NASA kijelölte Walter Schirrát mint parancsnokot, Donn Eiselet mint a parancsnoki egység pilótáját és Walter Cunningham holdkomppilótát. A hármas kapott egy tizenegy napos repülést, ahol az Apollo–1 tüze után számtalan helyen átalakított, elméletben Block II sorozatú, de lényegében az egyetlen megmaradt változatú űrhajót töviről hegyire kipróbálják.
Az Apollo–7 1968. október 11-én szállt fel egy Saturn IB rakéta hátán. Az űrhajósok számos feladatot hajtottak végre: szimulált randevút és dokkolást a rakéta S–IVB fokozatával (mint ahogy később élesben kellett a fokozattal, illetve a benne helyet foglaló holdkomppal ezt megtenni), majd hajtóműindítások és pályakorrekciók az SPS hajtóművel, az összes rendszer leellenőrzése. Minden művelet sikerrel járt, ám rendre több időt vett igénybe, mint ami az előzetes tervekben szerepelt. A repülés legnagyobb negatív szenzációját azonban az irányítás és a legénység között kialakult feszültség jelentette. Ez részben egy vírusfertőzés miatti rossz közérzet miatt volt – a későbbi repülésekre ennek hatására vezették be az előzetes karantént, amely a fertőzések esélyét volt hivatott csökkenteni –, nagyobbrészt azonban éppen a túlfeszített időbeosztás miatt jött létre. Kemény visszaszólások s a rádióban, sőt nyílszíni vita az irányítással tarkították a tizenegy napot. Ennek ellenére az összes repülési célkitűzés tökéletesen teljesült, igaz mindhárom űrhajós kartonjára rákerült a NASA döntése, soha többé nem repülhetnek. Az Apollo–7 tizenegy nap múltán, 1968. október 22-én szállt le, hogy átadja a stafétabotot az Apollo–8-nak, a Hold első megkerülésének.

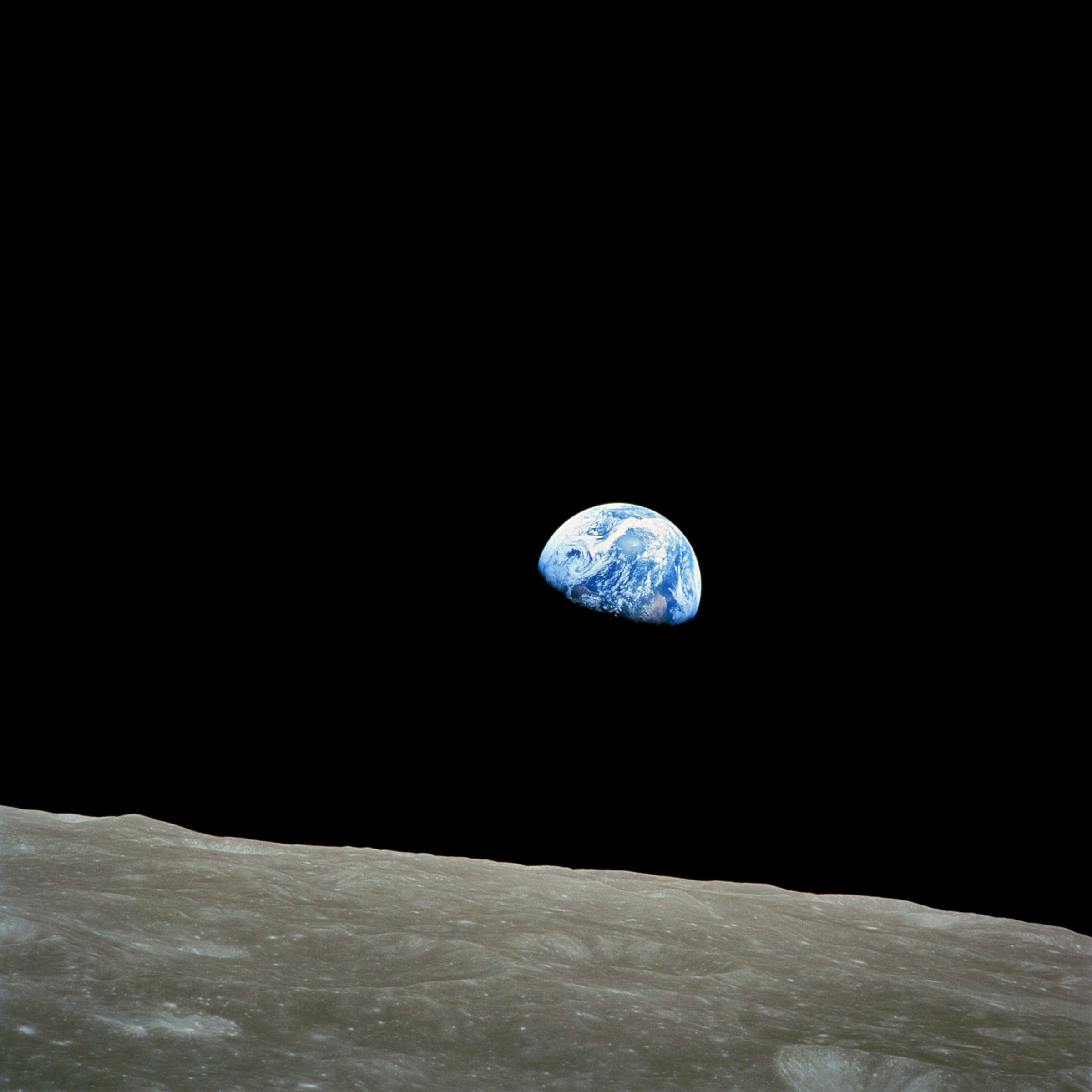
Karácsonyfadísz az űrben, az Apollo–8 ikonikus felvétele

A siker birtokában indulhatott az Apollo–program első igazán nagy teljesítménye, a Hold elérése – egyelőre még leszállás nélkül, a bolygótest körüli keringéssel –, amely lényegében kilógott a tesztrepülések sorából. 1968 második félévében erre mindenféle felkészülés megtörtént, már csak azt kellett kivárni, hogy a szovjetek képesek lesznek-e előbb felszállni (a nem nyilvános kudarcok miatt azonban ők még nem tartottak ott, így bár 1968. december 2. hete ki volt jelölve, mint lehetséges indítási ablak, végül az SZKP nem engedte felszállni az űrhajósokat). A repülésre Deke Slayton kiválasztotta Frank Bormant parancsnoknak, Jim Lovellt a parancsnoki pilótájának és Bill Anderst holdkomppilótának. A repülés 1968. december 21-én indult útnak a Hold felé. Az út során Frank Borman űrbeli mozgásbetegség tünetein kívül különösebb rendellenesség nem jelentkezett, így közel három napi út után érték el a Holdat. Ennek során először adtak tévéközvetítést űrhajósok Hold felé tartó űrhajóból. A Hold körüli pályára állást felfokozott várakozás előzte meg, ez volt az egész repülés egyik legkockázatosabb pillanata, ám az Apollo–8 tökéletesen pályára állt a Hold körül. Összesen 10 keringést végeztek az égitest körül, mielőtt hazaindultak volna. A keringések során az űrhajósok fényképeken dokumentálták a holdfelszínt, különös tekintettel néhány kijelölt későbbi, lehetséges leszállóhely jelöltre. Végül 6 napnyi repülést követően értek haza az első holdutazók, hogy átadják a stafétabotot a holdkompot kipróbáló űrhajósoknak.

### Közvetlen előkészületek
Az Apollo–9 repülésének előkészítése a holdkomp elkészülése és a repülésre való felkészítése körül forgott. A repülésre kijelölt LM–3 sorozatszámú holdkomp 1968 júniusában érkezett Bethpage-ból Cape-re, majd szeptemberben egymásutánban négy vákuumkamratesztet hajtottak végre a felszállófokozaton. Mindeközben a leszállófokozaton is vizsgálatokat végeztek és az oxigénvezetékek varratainál apró légbuborékokat találtak, ám végül ezek a tűréshatáron belülinek bizonyultak. A szétszerelt két fokozatot ekkor újra összecsatlakoztatták, majd újabb vizsgálatokra ismét szétszerelték őket. Ekkor a vizsgálatok repedéseket találtak a leszállófokozat hajtóművében.
A parancsnoki modul is megérkezett az űrkikötőbe októberben, ám a vizsgálatok ennek a manőverező fúvókáiban is repedéseket találtak az összeszerelés közben. Amíg az alkatrészek megérkeztek, a két űrhajóegységet egy dokkolási tesztre rendelték. Egészen decemberig tartott, amikor George Mueller, az Apollo-program vezetője jelentette, hogy az űrhajóegységek készen állnak. Megtörténhetett a végszerelés a Saturn V, az Apollo űrhajó és a holdkomp között. Egyébként a Cape Kennedy csapatának ez a repülés volt a vizsgamunka, mivel ez volt az első alkalom, amikor a személyzetnek teljes űrhajórendszert kellett összeállítania és a repülésre felkészítenie, mint ahogy később az összes repülésen kellett elvégezniük.
1969. január 3-án gördült ki a VAB-csarnokból az SA–504 űrszerelvény. Megkezdődtek a tesztek – különös tekintettel az ablakok 
Apollo–7 és –8 során tapasztalt beszennyeződésére, amit újfajta tömítőanyagok alkalmazásával –, mint a kabin szivárgástesztjei, elektromos ellátás tesztek, és más rendszertesztek, amelyek egészen február 28-ig eltartottak, amikor készre jelentették az űrszerelvényt.
Az űrhajóknak egy részegységét övezte komolyabb aggodalom, amely az előkészületeket is érintette: a dokkoló szerkezet. A szerkezet értelemszerűen két fő részből állt, a parancsnoki hajón egy kibocsátható dokkolórúd volt, amelyet a holdkomp kúp alakú fogadóegysége fogadott. Amikor a rúd becsusszant teljesen a kúpba, aktiválta a dokkolóreteszeket, amelyek hermetikusan egymáshoz kapcsolták a két űrhajót. Azonban a szerkezet korábbi tesztjein a reteszek nem mindig működtek jól (a szerkezetben éles alkatrészek is voltak beépítve, amelyek így akár károsíthatták is a másik űrhajót). A tesztek során összesen 17 javítandó problémás területet jelöltek meg, amelyeket a start idejére elvileg mind megoldottak, az éles tesztek azonban a repülésen tudtak csak megtörténni.
A mérnökök számára még egy terület volt a felkészülés közben, amelyen elsőként debütált egy új eszköz. Ezt az eszközt szokás volt a repülés harmadik űrhajójának is nevezni, ez volt az űrhajósok számára a holdsétákra kifejlesztett űrruha. Az Apollo–9-en tervezték először felküldeni az ún. PLSS-t (Portable Life Support System – Hordozható Létfenntartó Rendszert), népszerűbb nevén a hátizsákot, amelynek segítségével az űrhajósok szabadon voltak képesek mozogni a Hold felszínén. Az eszköz kipróbálásának feladata a holdkomppilótára hárult, akinek majd egy űrsétát kellett végeznie, a holdkompból kilépve.

## Személyzet
| Beosztás                 | Űrhajós                         | Űrhajós                         |
| ------------------------ | ------------------------------- | ------------------------------- |
| Parancsnok               | Jim McDivitt (2) űrrepülés      | Jim McDivitt (2) űrrepülés      |
| Parancsnokiegység-pilóta | Dave Scott (3) űrrepülés        | Dave Scott (3) űrrepülés        |
| Holdkomppilóta           | Rusty Schweickart (1) űrrepülés | Rusty Schweickart (1) űrrepülés |

(zárójelben az űrhajósok által elvégzett űrrepülések száma az Apollo–9-cel együtt)

### Tartalék személyzet
| Beosztás                 | Űrhajós                   | Űrhajós                   |
| ------------------------ | ------------------------- | ------------------------- |
| Parancsnok               | Pete Conrad (4) űrrepülés | Pete Conrad (4) űrrepülés |
| Parancsnokiegység-pilóta | Dick Gordon (2) űrrepülés | Dick Gordon (2) űrrepülés |
| Holdkomppilóta           | Al Bean (2) űrrepülés     | Al Bean (2) űrrepülés     |

### Kapcsolattartó személyzet
- Fred Haise
- Jack Lousma
- Ed Mitchell
- Alfred Worden

### Legénységválasztás
Az egész Apollo–8 terv (azaz a küldjük a Holdhoz a második űrhajót) teljesen titkosnak számított, mind a kidolgozását, mind a legénység kiválasztását a legteljesebb titokban kellett lebonyolítani. Deke Slayton feladata volt az első út legénységének kiválasztása. Slayton először nem akarta az általa kitalált és a Gemininél rendkívül jól bevált legénységi rotációs rendszert felborítani rögtön a második útnál, és a soron következő legénységet akarta kijelölni: Jim McDivitt parancsnokot, Russell Schweickart parancsnokot és Dave Scott parancsnokiegység-pilótát, a D repülés várományosait. Azonban, amikor a kinevezést megelőzően személyes megbeszélésre került sor McDivitt és Slayton között, előbbi visszautasította a jelölést, arra hivatkozással, hogy oly sokat dolgoztak a holdkomp kifejlesztésén, hogy semmiképpen nem akarnának lemondani a berepüléséről, még akkor sem, ha az első holdrepülés történelmi expedíciójáról kell lemondaniuk érte. (McDivitt és Schweickart volt a NASA kihelyezett űrhajós-szakértő párosa a holdkompot tervező és gyártó Grumman Repülőgépgyár bethpage-i űrhajó fejlesztési szekciójánál, és az ő instrukcióik is beépültek a kis űrhajóba.) Slayton ezért kénytelen volt másik legénységet keresni az Apollo–8-hoz, a holdkomp szakértő legénységet pedig tovább csúsztatni a holdkomp berepüléséhez, az Apollo–9-hez.
A NASA a Gemini–3 után megszüntette az űrhajósok előjogát, hogy maguk adjanak rádió hívójelet űrhajójuknak (ezzel lényegében elnevezzék azt) két szerencsétlenebb névválasztást követően. Ám azzal, hogy az Apollo–9-en – és ezzel minden későbbi holdrepülésen – egyszerre két űrhajó repült, az egyetlen hívójel, mint Gemini IV, vagy Apollo–7 egyszerűen nem volt elegendő, valahogy meg kellett különböztetni az űrhajóegységeket. Ezért hosszú idő után először McDivitték visszakapták a lehetőséget, hogy nevet adjanak az űrjárműveiknek. A parancsnoki egység a Gumdrop (Gumicukor) nevet kapta, mivel, amikor Cape-re érkezett, egy kék védőfólia borította a kabint, amely épp olyan volt, mint egy gumicukor. A holdkomp pedig a Spider (Pók) elnevezést kapta, amely szétterpesztett lábaival nyújtott pókszerű kinézetet a szemlélőnek. A legénységnek másik szimbolikus előjoga is volt, a legénységi jelvény megtervezése. A jelvény meglehetősen szimpla: a kék körben egy Saturn V rakéta emelkedik, rajta „USA” felirattal, mellette pedig a parancsnoki űrhajó és a holdkomp kering, igaz a parancsnoki hajó orra a holdkomp ajtajára néz, mintsem a dokkolóegységére. A kör peremén a legénység nevei – McDivitt nevében a D betű pirossal kitöltve, utalva arra, hogy ez volt a D típusú repülés – és az Apollo IX küldetés megjelölés. A jelvény tervezésében Allen Stevens a Rockwelltől vett részt, segítve az űrhajósokat.

## A repülés

### Felszállás

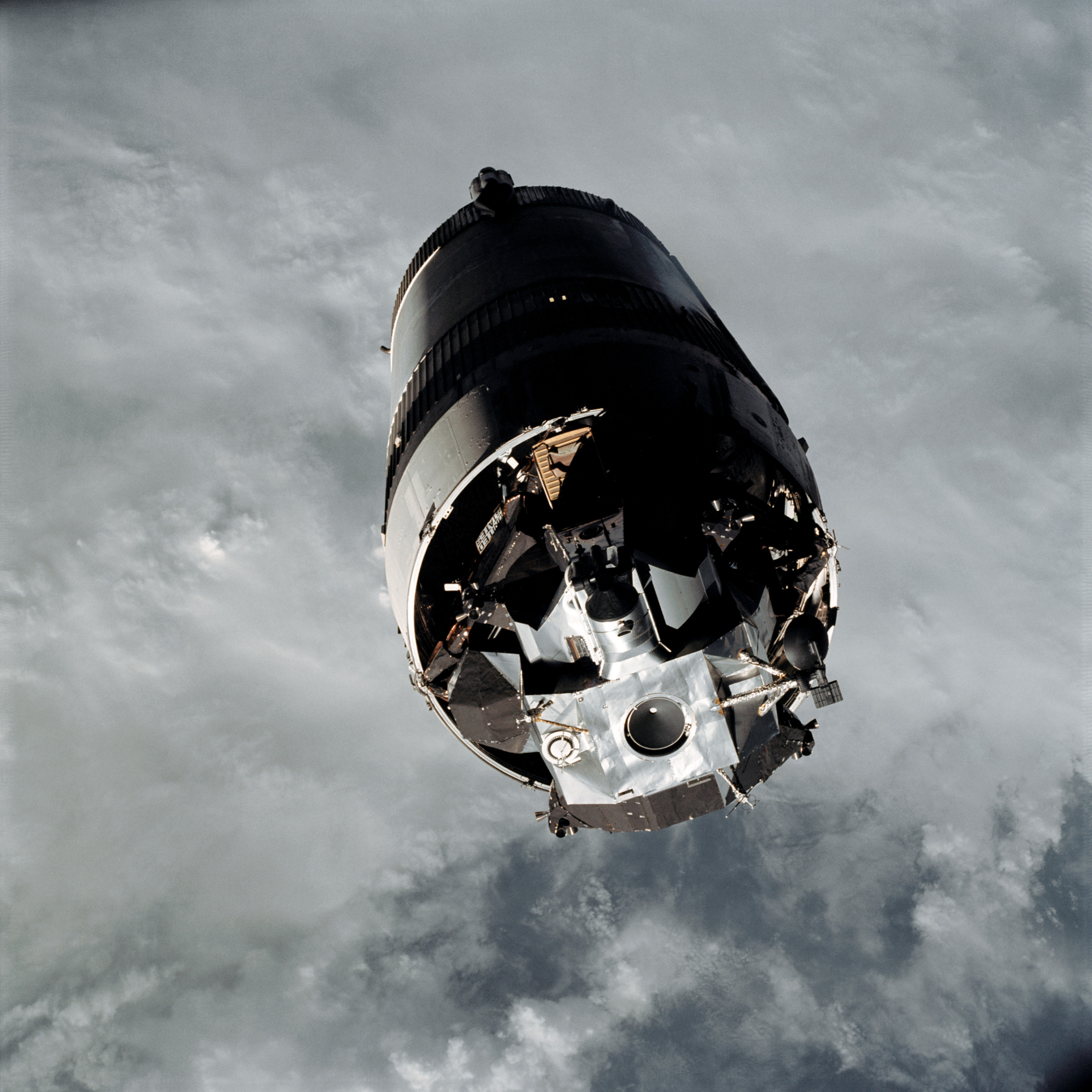
A holdkomp még az S–IVBben várja hogy az anyaűrhajó dokkoljon hozzá

A küldetés startjára 1969. március 3-ám, 11:00:00-kor (16:00:00 UTC) került sor. Ez volt az első olyan Apollo start, amelyre már az új Nixon-adminisztráció hivatali ideje alatt került sor, amely abban is megnyilvánult, hogy Spiro Agnew alelnök ott ült a Cape Kennedy kilövés irányító központ VIP-termében díszvendégként. A felszállási folyamat rendben zajlott, a repülés kezdetén csak kis vibrációt érzékeltek (McDivitt jelentette is rádión: „mintha egy idős hölgy lovagolna”). A felszállás következő állomása a fokozatleválás volt, amikor az űrhajósok, a meghajtás és a gyorsulás hirtelen megszűnése miatt szinte előrezuhantak és csak az üléseik szíjai tartották vissza őket attól, hogy a műszerfalnak csapódjanak. Aztán beindult az S–II is és nagyjából hétperces repülést követően ismét jelentkezett a jó öreg pogo oszcilláció probléma, mint az előző összes Saturn V repülésen. A vibráció rosszabb volt, mint az Apollo–8-on tapasztalt, de az űrhajósok nem panaszkodtak. 11 perc 13 másodperc elteltével aztán az S–IVB egy 190 kilométer magas körpályára lökte az űrszerelvényt.
Az orbitális pálya elérése után a minden későbbi repüléshez hasonlóan egy másfél keringésig tartó rendszer-ellenőrzési fázis következett. Ennek során az űrhajósok – Frank Borman Apollo–8-on szerzett tapasztalatai alapján – kínosan ügyeltek a mozgásukra, különösen a fejüket érintően, hogy csak nagyon lassan végezzenek el egy-egy mozdulatot, hogy nehogy ennél a legénységnél is jelentkezzen az űrbeli mozgásbetegség. Az elővigyázatosság ellenére is azonban jelentkezett náluk némi szédülés. Az ellenőrzési időtartam 2 óra 43 percig tartott. Ekkor Dave Scott aktiválta a piropatronokat, amellyel leválasztotta a parancsnoki űrhajót a S–IVB-ről. Ezzel elkezdődött az ún. Helyzetváltoztatás, dokkolás, kivontatás manőver, amellyel a parancsnoki űrhajót és a holdkompot összedokkolták és az S–IVB-től elvált az egész űrhajórendszer (és amelynek szimulációját Borman annyira elrontotta az Apollo–8-on). A parancsnoki hajóval eltávolodtak a rakétafokozattól és a benne ülő holdkomptól, hátraarcot csináltak és visszamanővereztek, hogy összekapcsolják a két űrhajót. A manőver közben kisebb hiba lépett fel, az egyik manőverező fúvóka nem működött, ezt néhány kapcsolással áthidalták és végül 3 óra és 2 perc után a két űrhajóegység összekapcsolódott.

### Manőverek
Amint megtörtént az összekapcsolódás és a holdkomp kihúzása, máris megkezdődött az eddig passzív űrhajó életre keltése. Ehhez előbb nyomás alá helyezték a parancsnoki űrhajó és a holdkomp közötti átjárót, majd levették az átjárót záró fedelet, csatlakoztatták a holdkompot ellátó elektromos kábeleket. Ezzel az űrhajó életre kelt. Egy óra múltán egy rugós mechanizmus kilökte az összekapcsolódott szerelvényt az S–IVB-beli tartórekeszből és saját pályára állt. Az irányítás távirányítással beindította még egyszer a rakétafokozat hajtóművét és az Nap körüli pályára állt.
A következő művelet az SPS hajtómű tesztindítása volt. A parancsnoki űrhajó hajtóműve létfontosságú részegység volt egy holdutazás során és ugyan már kipróbálták korábban, de olyan konfigurációban még soha, hogy a parancsnoki hajóhoz hozzá lett volna kapcsolva egy másik űrhajó, különösen nem egy olyan nagy eszköz, mint a holdkomp. Először a rendkívüli tömegű teherrel csak egy 5 másodperces tesztindítást kockáztattak meg. A teszt sikeres volt, bár megállapították, hogy a szerelvény rendkívül lassan gyorsul ilyen konfigurációban. Kicsit később, 16 óra múltán aztán egy komolyabb manőverrel is megpróbálkoztak, immár 110 másodpercre indították be a hajtóművet és a hajtóműharangot is kitérítették, azaz az irányvektor módosítását is kipróbálták, majd ezeket a szándékos pályaeltéréseket a robotpilótának automatikusan ki kellett egyenlítenie, amelyet az mindig 5 másodpercen belül meg is tett. Az újabb próba immár még bátrabb volt, 280 másodpercre indították be a hajtóművet, amellyel 509 kilométerre emelték a pálya földtávolpontját. Ezzel a manőverrel 8462 kilogramm hajtóanyag fogyott, amellyel könnyebb lett az űrhajórendszer és érezhetően könnyebbé vált a kormányfúvókákkal az irányváltoztatás is. Scott egy meglepő felfedezést is jelentett, a meghajtott szakaszban kissé meghajolt az összedokkolt szerelvény az átjáró alagútnál.
Az SPS hajtómű tesztjeit követően egy pihenési periódus következett , majd a parancsnok és a holdkomppilóta számára elkövetkezett volna az átköltözés a holdkompba. Ám az alvás utáni ébredést követően Schweickart hányt és McDivitt is kissé dezorientáltnak érezte magát. Beöltöztek és a holdkomppilóta átmászott a holdkompba, ahol pedig hirtelen az az érzés fogta el, hogy nem tudja merre van a fel és a le. Schweickart megkezdte a holdkomp felkapcsolási folyamatát, majd egy óra múltán a parancsnok is követte a kis űrhajóba. Beüzemeltek egy tévékamerát, így a Földről is láthatták a tevékenységüket, majd lezárták az átjárót, így immár Scott-tól teljesen függetlenül dolgoztak tovább.
Ekkor Schweickart újra rosszul lett, hányt. Ez aggasztó fejlemény volt a továbbiakra. A parancsnok ezért egy privát csatornán kért beszélgetést az irányítástól (igaz ez az irányítóközpontban jelen levő sajtó részéről azonnal vad találgatásokra adott okot). A kockázatok felmérése után kissé átalakult a későbbi menetrend is, Scott aggódott, hogy Schweickart nem lesz képes az űrsétára (felvetődött, hogy ha véletlenül belehány a sisakba, az óriási problémákat vet fel és a tapasztalat azt mutatta, hogy meglepetésszerűen törtek rá a hányási rohamok a holdkomppilótára, így ennek reális veszélye volt), így annak egyszerűsítését javasolta. A helyzet valamelyes normalizálódásával egy újabb tesztbe kezdtek: a parancsnoki űrhajó kormányrendszerét semleges helyzetbe állították és a holdkomp irányítórendszerével próbálták kormányozni az egész összekapcsolt űrhajórendszert. Aztán bekapcsolták a holdkomp leszálló hajtóművét is (ez a művelet afféle vészhelyzeti protokoll volt, később éles körülmények között az Apollo–13 vészhelyzetekor kellett alkalmazni). A 371,5 másodperces hajtóműindítás tökéletesre sikerült, lényegében nem volt pályaeltérés a számítottól. Ennek végeztével az űrhajósok visszaköltöztek a parancsnoki űrhajóba.

### Páros űrséta

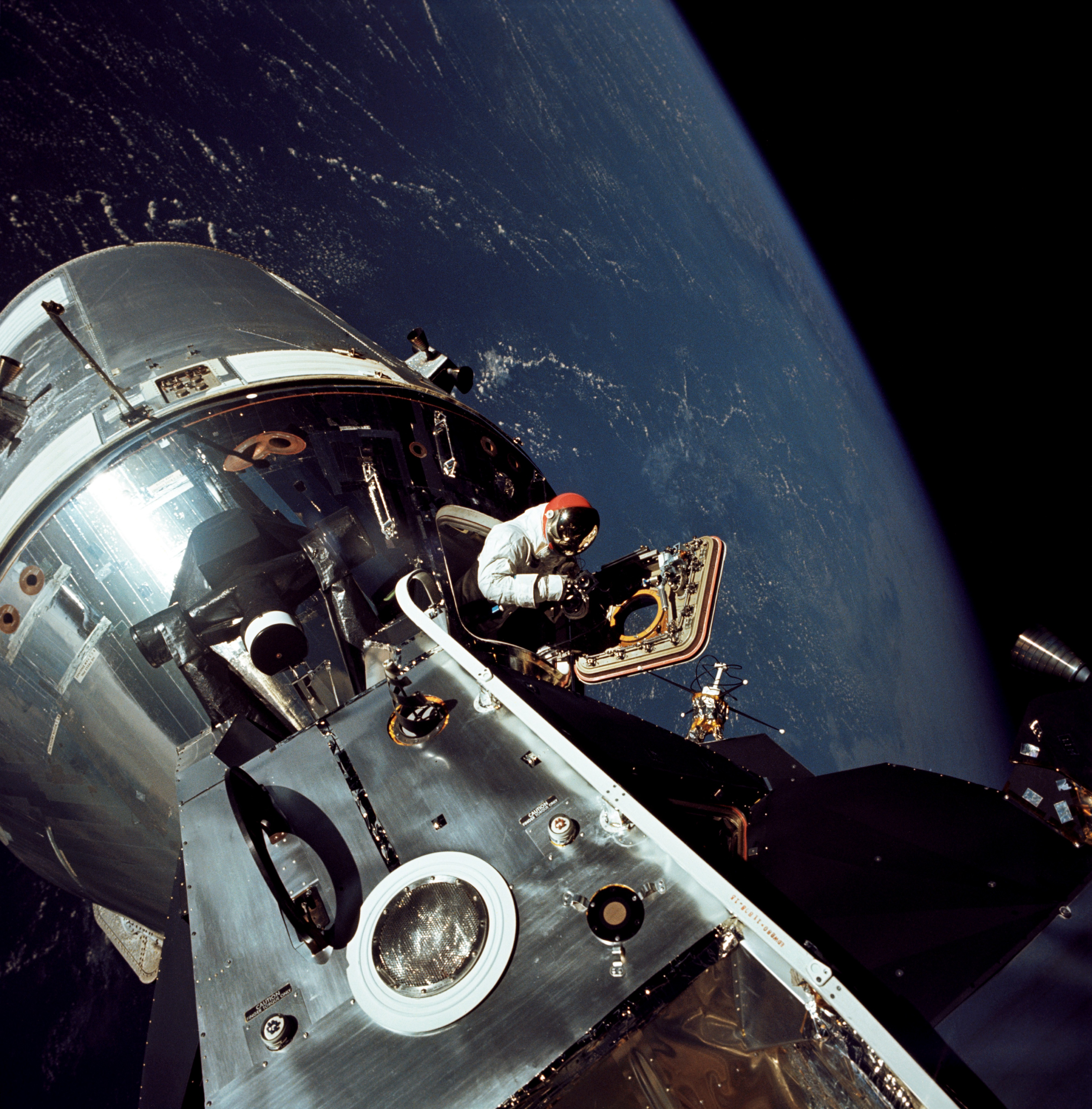
Dave Scott a parancsnoki egységből kibújva vár társára, aki majd a holdkompból emelkedik ki

A következő feladat a holdsétákra tervezett űrruha és létfenntartó rendszer, a PLSS tesztje volt. Ehhez egy űrsétát kellett végrehajtani. Eredetileg úgy tervezték, hogy a holdkomppilóta kimászik a holdkompból és átmegy az űrhajó külső felületére rögzített kapaszkodók mentén a parancsnoki űrhajóba és csak ott tér vissza az űrhajó belsejébe. Ezt írta felül Schweickart rosszulléte, amelyre a parancsnok azt találta ki, hogy mellőzik az átszállást és csak kihermetizálják az űrhajót, legfeljebb a Geminihez hasonlóan derékig kiemelkednek az űrhajó ajtaján át az űrbe és így tesztelik a PLSS-t. Hogy a biztonságot növeljék, Scott a parancsnoki űrhajó ajtaján kiemelkedte követte figyelemmel társa tevékenységét.
Schweickart beöltözött az űrruhába és felvette a létfenntartó rendszert tartalmazó hátizsákot. Előbb egy kommunikációs teszt következett, hogy a szinte önálló űrhajóként működő egységbe beöltözött űrhajós hallja-e két társát, illetve a houstoni irányítást. A teszt sikeres volt (Schweickart azt is elmondta, hogy valószínűleg a létfenntartó rendszer hűtőrendszere is jól működik, mivel hallja, ahogy áramlik a víz a hűtőrendszer csöveiben). Majd McDivitt kinyitotta a holdkomp ajtaját, hogy Schweickart kiemelkedhessen rajta. Eközben Scott is kinyitotta a parancsnoki modul ajtaját. Schweickart kimászott a holdkomp ajtaján és megállt az ajtó előtti (az űrhajósok által „tornácnak” becézett) kis platformon. A kintre szerelt kapaszkodóknál fogva a holdkomppilóta könnyebbnek érezte a mozgást, mint a vízalatti gyakorlásokon a Földön. Scott végig figyelemmel kísérte társa mozgását. Eredetileg két órásra tervezték az űrsétát, de kevesebb mint egy óra múltán az űrhajósok visszabújtak a kabinba. A felszabaduló időt a másnapi fő attrakció, a holdkomp önálló repülésének előkészítésére fordították.

### A holdkomp próbái

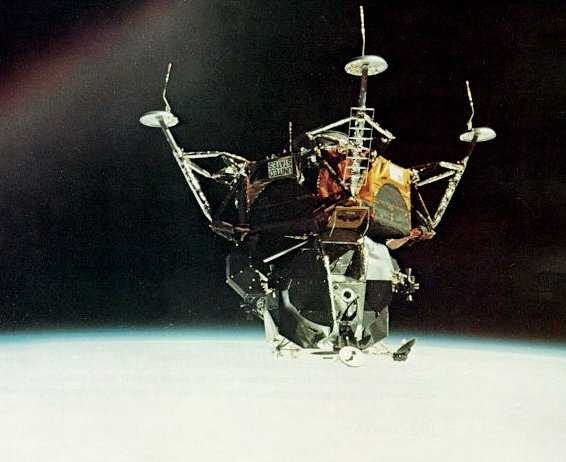
Az anyaűrhajótól elvált holdkomp, a Spider

Eljött 1969. március 7. a repülés negyedik napja, amikor végre sor kerülhetett a holdkomp önálló repülésére és azon belül a teljes rendszertesztre. Ehhez előbb McDivitt és Schweickart átmásztak ismét a Spiderbe, amihez azt a könnyítést kapták az irányítástól, hogy nem kellett sisakot és az oxigén vezetékeket viselniük. Odaát elvégezték a kötelező ellenőrző listát, majd amikor mindkét űrhajó készen állt a feladatra, Scott feladata volt, hogy elengedje útjára a holdkompot egy gombnyomással. Elsőre azonban a hermetikus összeköttetést biztosító elkapó reteszek nem engedtek el, így a parancsnoki pilóta másodszor is rá kellett erőteljesen ütni a reteszeket oldó gombra, mire a két űrhajó elválhatott egymástól. Mielőtt eltávolodtak volna, McDivitt egy piruettet mutatott be, hogy a másik űrhajóból Scott megfigyelhesse, hogy rendben kinyíltak-e a lábak, vagy nincs-e valamilyen váratlan sérülés a hajón.
Megkezdődhetett az önálló repülés, amelyhez előbb 4 kilométerre távolodott el a két űrhajó. Ezt követően McDivitt először indította be a leszálló hajtóművet, amelynek hatására még tovább, 23 kilométerre távolodott el a Spider. Ehhez mindössze 10 százalékos teljesítményre volt szükség. Amikor a parancsnok 20 %-ra emelte a teljesítményt, a hajtómű meglehetősen zajossá vált. Ezért nem is folytatták az űrhajósok a teljesítménynövelést. Pár másodperc múlva a zajok elültek. Ekkor ismét újabb próba következett, ekkor 40 %-os teljesítménnyel. A pályájuk lassan 23 kilométerrel növekedett a parancsnoki hajó fölé, a távolságuk pedig 90 kilométer lett a Gumdroptól, amelyet még ilyen távolból is láttak. Scott pedig egészen 160 kilométeres távolságig tudta őket vizuálisan követni, igaz egy szextáns segítségével. Az orbitális paradoxon miatt (azaz ha gyorsítasz, emelkedik a pályamagasságod, így lassabban kerülöd meg a Földet, ezért lassabban haladsz előre), a Spider lemaradt a Gumdrop mögött. Ahhoz, hogy utolérjék ismét az anyaűrhajót, lassítaniuk kellett. Emellett nem volt már szükség a leszállófokozatra sem, ezért azt a pirotechnikai töltetek segítségével leválasztották.
Kicsi, 3 másodperces löketekkel az űrhajósok be-beindították a felszállófokozat hajtóművét, amellyel kissé változtattak a pályán, ám az utolérés feladatának a legnagyobb részét az égi mechanika oldotta meg. A két űrhajó közötti távolság lassan csökkenni kezdett, a holdkomp utasai 75 kilométer távolságból pillantották meg a parancsnoki hajót. Az űrhajósok egy láthatósági tesztet is végeztek, McDivitték beindították az összes manőverező fúvókát, amelytől olyan lett az űrhajó, mint egy karácsonyfa, Scott könnyedén tudta azonosítani, ám amikor ezek leálltak és csak az űrhajó irányfényei maradtak bekapcsolva, rögtön alig lehetett kivenni azt. Közel hatórányi külön repülést követően a holdkomp ismét visszaért a parancsnoki hajóhoz és egy biztonsági vizuális ellenőrzés után összedokkoltak.

### Leszállás

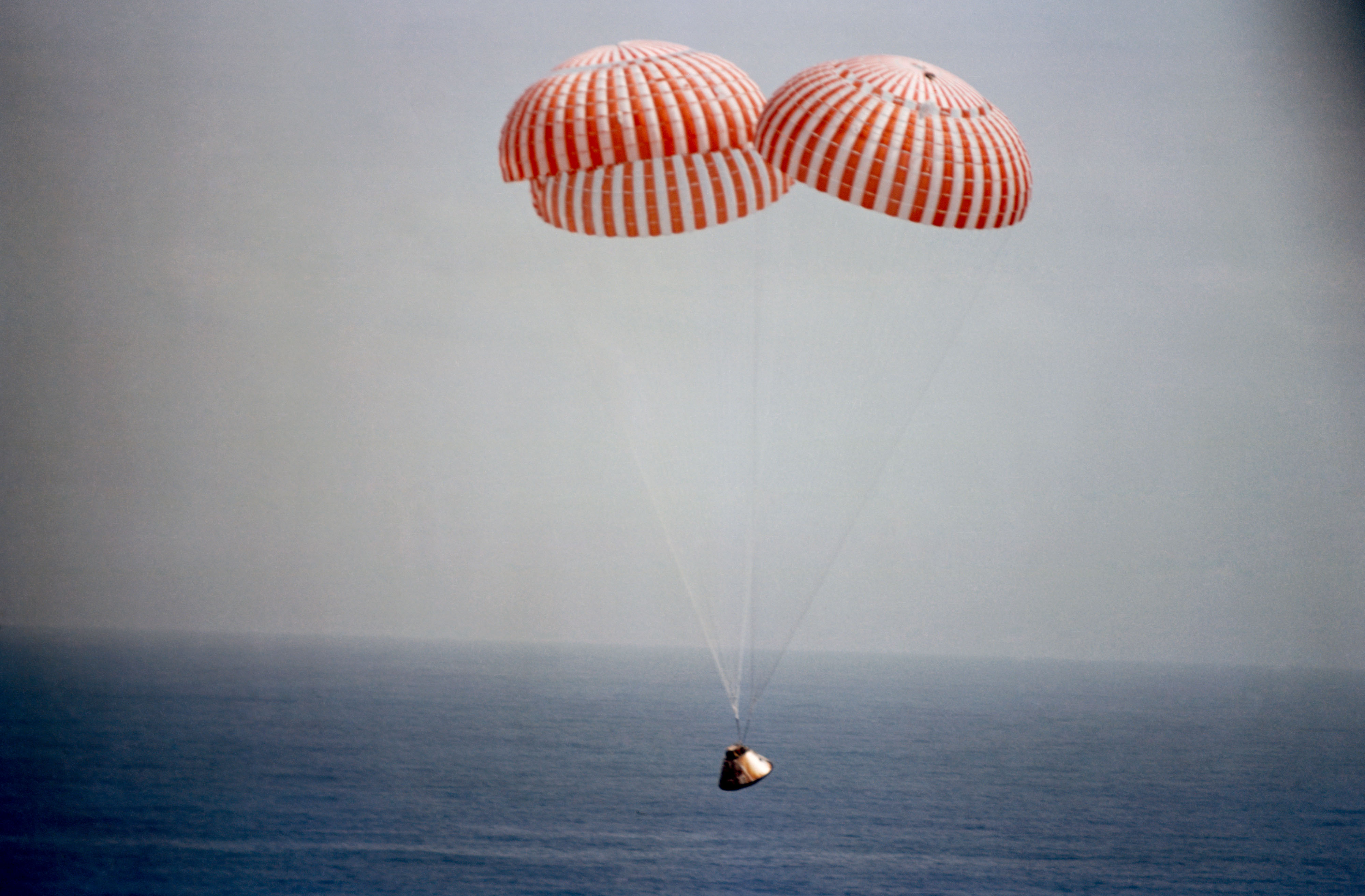
Az apollo–9 leszállás közben

A repülés feladatainak jó része a holdkomp önálló repülésével megvalósult, mégis még közel hat nap hátra volt, a repülésből, melyet további próbákkal töltöttek ki az űrhajósok. Újabb és újabb hajtómű indításokkal tesztelték az SPS hajtóművet (végül összesen 8-szor végeztek ilyen manővert a repülés során), majd leválasztották a holdkomp megmaradt felszállófokozatát is, amelyet aztán az irányítás távirányítással 6965 x 235 kilométeres pályára állított.
Végül 151 keringés után 10 nap 1 óra 1 perc repülést teljesítve az Apollo–9 Puerto Rico közelében szállt le az Atlanti-óceánon 1969. március 13-án. Kevesebb mint 1 óra kellett, hogy az USS Guadalcanal hadihajó helikoptere a hajó fedélzetére szállítsa az űrhajósokat.

## A repülés utóélete
A repülést a NASA rendkívül sikeresnek ítélte, ezzel technikai, hardver oldalról megnyílt az út az Apollo–program kibontakozása, így végül a Holdra szállás előtt. George Mueller, a NASA egyik helyettes főigazgatója így összegezte az Apollo–9 útját: „...az Apollo–9 olyannyira sikeres repülés volt, amennyire bármelyikünk is kívánhatta és legalább annyira sikeres volt, mint amit előtte bármelyikünk láthatott valaha...”.” Sam Phillips az Apollo-program igazgatója pedig úgy fogalmazott: „...bárhonnan nézzük is, ez meghaladta a legoptimistább várakozásainkat is...”.
A legénység sorsa a siker ellenére felemás módon alakult. Jim McDivitt bejelentette a repülés után, hogy nem repül többé és el is hagyta az Űrhajós Testületet, de megmaradt az űrrepülésben, elvállalta az Apollo Űrhajós Program egyik vezető tisztségét. Schweickart sem folytatta az űrrepüléseket. Ő jelentkezett, hogy rajta vizsgálják ki az űrbeli mozgásbetegség mibenlétét, ám ezzel együtt nem tudott megszabadulni az űrbeli rosszullétei okozta negatív előítéletektől és soha nem jelölték később űrrepülésre. 1977-ben hagyta el a NASA-t. Gene Cernan, az Apollo–17 parancsnoka fogalmazott később úgy, hogy „ő fizette meg az árat mindannyiunkért”. Egyedül Dave Scott tudott továbblépni űrhajósként és megkapni az Apollo–12 tartalék parancsnoki, majd az Apollo–15 parancsnoki jelölését és ezzel eljutni a Holdra.
Az Apollo–9-et követően a NASA végül törölte az eredeti terveiben E típusú repülés néven említett utat (annak céljait az Apollo–8 – igaz más módon – teljesítette) és az F típusú repülést is hosszasan fontolgatták, hogy törlik, ám arra végül nem került sor és az Apollo–10 repülte le. A hivatalos indokolás szerint a holdkomp súlyproblémája miatt nem szállhatott le az Apollo–10, ám inkább a fejlesztés során felmerült megannyi probléma tette óvatossá a NASA-t, hogy az Apollo–9 teljes sikere még ne győzze meg őket, hanem további próbát iktassanak be a tényleges leszállás előtt. Egy további ráadás volt, hogy az Apollo–8 által éppencsak felfedezett holdi tömegkoncentrációkról (masconok), amelyek befolyásolták a Hold körül keringő űrhajók pályáját, többet tudjanak meg.

### Megjelenése a kultúrában
Az Apollo–9 a kevesebbet hivatkozott, elfeledettebb missziók közé tartozik. Mindössze egyszer dolgozták fel a történetet egy tévésorozat keretében. 1998-ban az HBO gondozásában jelent meg A végtelen szerelmesei – Az Apollo-program című (angol eredeti címe: From the Earth to the Moon) 12 részes minisorozat Ron Howard, Brian Grazer és Tom Hanks gondozásában, amelynek 5. Az első űrrandevú (angol eredetiben Spider) című epizódja dolgozta fel és jelenítette meg az Apollo–9 történetét.

## Lásd még
- Apollo-program
- Apollo–7
- Apollo–8
- Apollo–10
- Holdkomp